# La statua vivente
La statua vivente è un film del 1943, diretto da Camillo Mastrocinque e tratto dal dramma La statua di carne di Teobaldo Ciconi. Le ricostruzioni sceniche furono disegnate dal direttore artistico Cesare Pavani. Gli interni furono girati agli Studi Titanus della Farnesina a Roma.
La pellicola è considerata – assieme a 4 passi fra le nuvole di Alessandro Blasetti, a Ossessione di Luchino Visconti e a I bambini ci guardano di Vittorio De Sica – una delle opere anticipatrici del neorealismo italiano. Risente inoltre dell'influsso dei film di Marcel Carné e Jean Renoir.
Ritenuto perduto per decenni, una copia del film è stata ritrovata in Argentina e proiettata per la prima volta nel 2021 al Festival di Locarno.

## Trama
A Trieste, un marinaio, Paolo, è disilluso dalla vita; un giorno però si innamora di una ragazza di nome Luisa, conosciuta grazie ad un amico. Dopo alterne vicende, i due decidono di sposarsi, ma il giorno stesso del matrimonio la donna rimane coinvolta in un grave incidente automobilistico e muore. L'uomo è distrutto: cerca di dimenticare l'amata ormai perduta, si abbandona al vizio dell'alcool, finché un giorno incontra Rita, una prostituta. La donna assomiglia moltissimo alla ragazza morta di cui si era perdutamente innamorato, anzi è la copia esatta dalla defunta.

## Distribuzione
Il film fu distribuito nelle sale cinematografiche italiane il 4 aprile del 1943.